# Jämsänkoski

Ehemaliges Wappen von Jämsänkoski (heute Wappen von Jämsä)

Jämsänkoski [ˈjæmsænkɔski] ist eine ehemals selbstständige Stadt in Finnland und heute ein Teil der Stadt Jämsä.
Jämsänkoski liegt in der Landschaft Mittelfinnland inmitten der Finnischen Seenplatte neun Kilometer nördlich des Stadtzentrums von Jämsä. Das administrative Stadtgebiet von Jämsänkoski umfasste neben dem gleichnamigen Hauptort eine Fläche von 448,56 km² (davon 46,81 km² Binnengewässer). Der Fluss Jämsänjoki durchfließt das Gebiet von Norden nach Süden und weitet sich in seinem Lauf an verschiedenen Stellen zu Seegröße aus. Jämsänkoski liegt an einer Stromschnelle des Jämsänjoki, welcher der Ort auch seinen Namen verdankt (koski bedeutet auf Finnisch „Stromschnelle“). Die Einwohnerzahl Jämsänkoskis betrug zuletzt 7.351.

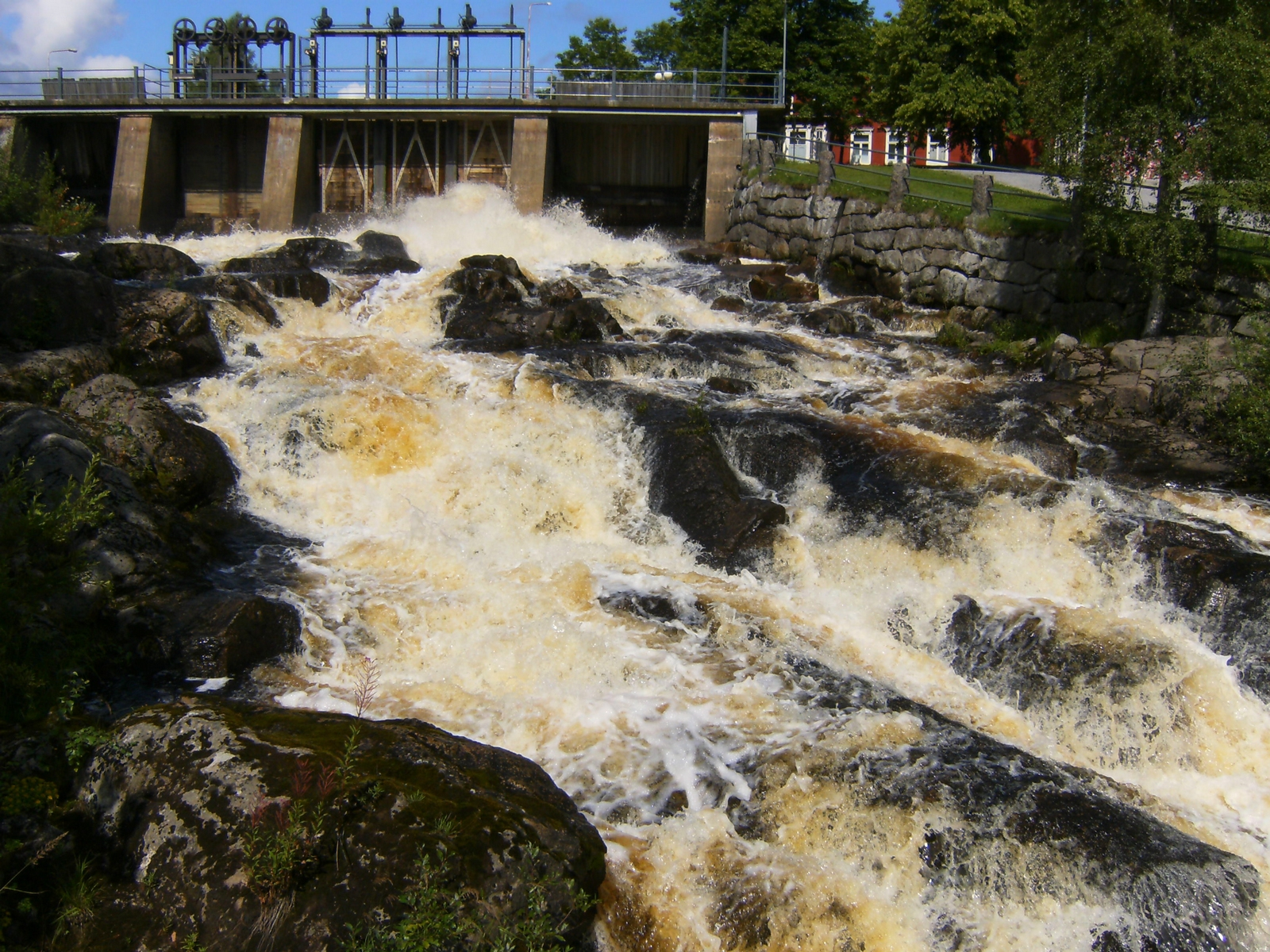
Die Jämsänkoski-Stromschnelle

Jämsänkoski gehörte ursprünglich zum Kirchspiel Jämsä. Bereits 1792 wurde an der Jämsänkoski-Stromschnelle ein Sägewerk gegründet. Im Zuge der Industrialisierung Finnlands im ausgehenden 19. Jahrhundert siedelten sich weitere Industriebetriebe, welche die Wasserkraft der Stromschnelle nutzten, im Jämsänkoski an: 1861 wurde ein zweites Sägewerk erbaut, 1888 folgte eine Papiermühle. 1926 wurde der Industrieort als eigenständige Gemeinde aus Jämsä herausgelöst. Die Gemeinde Koskenpää wurde 1969 eingemeindet, 1986 erhielt Jämsänkoski das Stadtrecht. Zum Jahresbeginn 2009 vereinigte sich Jämsänkoski wiederum mit der Stadt Jämsä.
Die Holz- und Papierindustrie ist nach wie vor der wichtigste Erwerbszweig Jämsänkoskis. Einer von zwei Produktionsstandorten der Papierfabrik des UPM-Kymmene-Konzerns in Jämsä, die insgesamt knapp 1.300 Menschen beschäftigt, befindet sich in Jämsänkoski. Jämsänkoski verfügt über einen Bahnhof an der Strecke Orivesi-Jyväskylä, an dem aber keine Reisezüge mehr halten. Zu den Sehenswürdigkeiten des Ortes gehören die 1937 aus Backstein erbaute Kirche sowie die Kirche von Koskenpää aus dem Jahr 1901.
Die Orientierungsläuferin Merja Rantanen wurde 1980 in Jämsänkoski geboren.